# Mary Fallin
Mary Fallin, nata Copeland (Warrensburg, 9 dicembre 1954), è una politica statunitense, governatrice dell'Oklahoma dal 2011 al 2019.
La Fallin è stata la seconda donna eletta alla Camera dei Rappresentanti dallo stato dell'Oklahoma (dopo Alice Mary Robertson nel 1921), la prima donna vicegovernatore dell'Oklahoma nonché la prima governatrice di tale stato.

## Biografia
Figlia di Joseph e Mary Jo Copeland, Mary nacque in Missouri ma crebbe a Tecumseh, in Oklahoma, dove sia suo padre che sua madre furono sindaci. Dopo gli studi la Fallin si trasferì ad Oklahoma City, sposò un dentista, Joe, ed ebbe due figli: Christina e Price.
Nel 1990 intraprese la carriera politica, venendo eletta alla Camera dei Rappresentanti dell'Oklahoma. Nel 1995 fu la prima donna e la prima repubblicana a divenire vicegovernatore dell'Oklahoma. La Fallin fu vicegovernatrice per ben dodici anni, durante i quali attuò un programma diretto ed aggressivo, lottando contro l'aumento dei costi dell'assicurazione sanitaria e difendendo il diritto a possedere e usare delle armi.
In seguito all'Attentato di Oklahoma City, costituì una task force per ricostruire il centro per la tutela dell'infanzia andato distrutto nell'esplosione.
Nel 2006, quando il deputato Ernest Istook abbandonò la Camera dei Rappresentanti per candidarsi a governatore, la Fallin cercò di ottenere il seggio lasciato vacante. Vinse senza problemi le primarie repubblicane e successivamente sconfisse anche l'avversario democratico. Fu rieletta per un secondo mandato nel 2008.
Nel 2010, sebbene godesse di grande popolarità, il governatore uscente Brad Henry non poté cercare la rielezione alla fine del suo mandato per via delle leggi dell'Oklahoma che non consentono al governatore di richiedere un terzo mandato consecutivo. La Fallin allora decise di candidarsi per succedergli e alla fine vinse le elezioni con il 60% dei voti.
Nel 2014 venne rieletta per un secondo mandato con il 55,8% dei voti.